# Michał Szpak
Michał Szpak (nascut el 26 de novembre del 1990) és un cantant polonès, famós per haver participat en la versió polonesa de l'X Factor, en la seva edició del 2011. Internacionalment, però, se'l coneix sobretot per haver representat el seu país al Festival d'Eurovisió l'any 2016 amb la cançó "Color of your life" (en català, color de la teva vida). Va acabar en vuitè lloc. El cantant nasqué a Jasło, al sud de Polònia, en una família amb dues germanes. Diu haver estat influenciat per grups com Queen, Muse, David Bowie o Michael Jackson. És llicenciat en psicologia a la Universitat de Ciències Humanes de Varsòvia. Ha estat nominat a 3 premis d'ençà que va sortir d'X Factor.

## Discografia
- XI (EP) (2011)
- Byle być sobą (2015)

## Gires
- XI Tour (2012)